# 太田一平 (プロレスラー)
太田 一平（おおた いっぺい、1982年4月12日 - ）は、日本の元プロレスラー。山梨県甲府市出身。本名および旧リングネームは太田 圭則（おおた よしのり）。プロレスリング・ノアに所属していた。山梨学院大学付属高等学校、山梨学院大学卒業。

## 来歴
2005年12月24日に行われた年末興行で太田圭則名義でデビュー。このときは同じく新人の青木篤志と組んで、三沢光晴&田上明組と対戦した。その後、現在の「太田一平」のリング・ネームに改名。「一平」の名付け親は三沢である。
2006年の選手会興行では、志賀賢太郎が率いるパンチ軍団の一員となった。志賀賢太郎により無理矢理パンチパーマにさせられ、パンチ兄弟・パンチ軍団を結成させられ、太田には若頭のポジションが与えられた（詳しくは志賀の項目を参照のこと）。しかし、すぐに離脱した。
2007年4月28日の日本武道館でDRAGON GATEのCIMA&横須賀享&ドラゴン・キッドと6人タッグで対戦（太田のパートナーは丸藤正道&リッキー・マルビン）。この試合はCIMAと丸藤の絡みが注目された。だがいざ試合が始まるとCIMAはなぜか太田に攻撃を絞り、太田に攻撃してると『何が一平じゃコラァ!』や『一平ってお前はカップ焼きそばか!（明星食品の「一平ちゃん」より）』等の罵声を受ける。試合は太田が横須賀からフォールを奪われ敗北。試合後のコメントではDRAGON GATEの3人から「金丸選手がマッスル・アウトローズ（DRAGON GATEのヒールユニット）の助っ人なら太田選手にはタイフーン（CIMA率いるユニット）の助っ人としたいねぇ。」とラブコールまで受けた。
ちなみにCIMAは太田を気に入っている様子で、2007年7月、CIMAがヨーロッパを遠征中、たまたま同じ興行に武者修行中の太田も参戦しており、再会。早速睨み合っている写真を週刊プロレスのコラム「オレ、CIMAやぞ」に掲載。「試合でも大きな歓声を受けていた。もう一平ちゃんなんて呼べんかもね」と記載するなど褒めている。なお、CIMAはかねてから「次はうち（DRAGON GATE）に参戦しろ。その際は「明星一平ちゃん」を持って入場して来い」などと挑発している（明星食品はDRAGON GATEのスポンサーでもある）。
2007年6月7日の選手会興行で行われたワンナイト6人タッグトーナメントで丸藤正道・潮崎豪とタッグを組み、見事優勝。会場には太田コールが流れた。
2007年12月23日のSEM大会ではリングネームの名付け親である三沢光晴とシングルで初対戦。試合途中、三沢流のロープワークを真似てみせるも見事失敗し観客と対戦相手の三沢を笑いの渦に引き込む。最後はエメラルド・フロウジョンに沈んだ。翌年1月6日、三沢の眼前で再度チャレンジし、ややぎこちなかったものの成功させた。
2008年6月17日の鈴木みのるデビュー20周年記念興行のバトルロイヤルに出場し、内藤哲也（新日本プロレス）や真田聖也（全日本プロレス）、KUSHIDA（ハッスル）といった交流する機会のないメジャー系の若手レスラーと対戦する機会を与えられたが、実際の試合では男色ディーノの急襲を受け、5分以上も唇を奪われた末に失神KOで退場というノアではまず有り得ないような負け方をした。
2008年11月、結婚。
2009年前期より怪我による長期欠場が続いていたが、10月4日付けで一身上の都合により、引退したとノアより発表された。引退理由など詳細は明かされていなかったが、2016年に週刊プロレスの取材に応じており、プロレスラーを始めた憧れであり最後の付け人を務めた三沢光晴の死により、リングに上がることもためらうほど体調を崩し、家族と田上社長との相談により退団、引退となった。
後に山梨県甲府市へ帰郷。また静岡を中心としたプロレス団体「ふじやまプロレス」のコーチに就任。2012年頃には健康のためにボディビルを始める。
2016年5月からキャットファイト団体「CPE」に参戦しているが、9月の大会で元総合格闘家の川畑千秋と結婚している事が明らかになった。
2019年8月11日、全日本プロレスにて行われた、「青木篤志追悼大会」に出場。岡田佑介とシングルマッチを行う。今回の出場は同期の青木への追悼の意味でのワンマッチのみのカムバックで、本格的な復帰ではないと本人は否定している。

## 得意技
「クラシックなプロレス技が好きなんです」とのこだわりから、古典的な技を多用する傾向がある。ガッツ溢れる力強くシンプルな試合運びを得意とする、ファイトスタイルとは裏腹にジュニアらしい身軽さを持ち鈴木鼓太郎の真似をした事もあった。
エアプレーンスピン
「回すぞー!」のアピールから1試合に1回は必ず出される技、失敗してもチャンスがあれば再びトライするほど。自分まで目が回り、両者グロッキーになるのと、観客が回数を数えるのがお約束。回転力が下がったと思いきやまた上がる事も、タッグパートナーが居ると回転力を上げる為に手伝う事もある。
バックフリップ
上記のエアプレーン・スピンで旋回した後、連携として繰り出す。
各種ネックブリーカードロップ
ランニング式、ダイビング式、フライング式、スイング式など。
シャリマティー
コーナートップから相手を飛び越える様に前転宙返りをし、立っている相手の頭を掴み、背面からマットへ叩き付ける変形のネックブリーカー。本間朋晃のオリジナル技。
三角跳び式ブルドッギング・ヘッドロック
相手にヘッドロックをかけ、ロープとコーナーパッドを駆け上ったあと、コーナーを蹴って飛び上がり、空中で向きを変えながら高さと落差を作ってマットへ倒れ込み、首と頭部にダメージを与える。若手時代の小橋建太が使用した他、スパイク・ダッドリー（WWE）のダッドリードッグと同一のものである。
サマーソルトキック
相手をコーナーに据え付け相手の身体を駆け上って後方宙返りをして着地する魅せ技。

## 入場テーマ曲
- 奇跡のビッグ・ファイト（「劇場版ドラゴンボールZ 危険なふたり!超戦士はねむれない」 主題歌）
- HEATS（「真ゲッターロボ 世界最後の日」主題歌）（影山ヒロノブ）